# Lucien Cliche
Pour les articles homonymes, voir Cliche.
Lucien Cliche, né le 4 août 1916 à Vallée-Jonction et mort le 2 juin 2005 à Val-d'Or, est un homme politique québécois.

## Biographie
Lucien Cliche naît le 4 août 1916 à Vallée-Jonction. Il est le fils d'un courtier d'assurances, Vital Cliche, et d'Anne-Marie Cloutier. Il poursuit des études au Séminaire de Québec et à l'Université Laval, avant d'obtenir son brevet du Barreau du Québec en 1940.
Il pratique son métier d'avocat d'abord à Vallée-Jonction, avant de s'établir à Val-d'Or dès 1941. Il y ouvre son cabinet et y pratique le droit, avant de s'impliquer dans la vie politique locale et régionale. Il cofonde en 1954, le journal Le Progrès de Rouyn. Il épouse à Val-d'Or, le 28 décembre 1943, Clara Morrison.
Il est député à l'Assemblée législative du Québec, représentant la circonscription d'Abitibi-Est de 1960 à 1970 sous la bannière du Parti libéral du Québec. Au cours de sa carrière politique, il occupe les rôles de ministre des Affaires municipales du 20 décembre 1961 au 5 décembre 1962, et de ministre des Terres et Forêts  du 5 décembre 1962 au 16 juin 1966.
Au cours de son mandat de ministre des Terres et Forêt, il est un des promoteurs de la fondation de la ville de Lebel-sur-Quévillon, auprès de l'entreprise Domtar.
De 1970 à 1976, il occupe le poste de directeur de la SOQUEM. De 1971 à 1978, il occupe le rôle de directeur de la Corporation de développement de la Baie James.
Il épouse Rose Lannan en secondes noces, le 2 septembre 1971 à Laval.
Il meurt le 2 juin 2005 à Val-d'Or, à l'âge de 88 ans, et est inhumé au cimetière de Val-d'Or.

## Toponymie
Le Parc Lucien-Cliche est nommée en son honneur dans la ville de Val-d'Oren Abitibi-Témiscamingue.

## Archives
Les archives du député sont conservées à la Société d'histoire et de généalogie de Val-d'Or.